# Bodíky
Bodíky, do roku 1948 Bodag (maďarsky Nagybodak) jsou obec na Slovensku v okrese Dunajská Streda. Leží v centrální části Velkého Žitného ostrova, části slovenské Podunajské nížiny. Bodíky jsou od zbytku Slovenska odříznuty kanálem dunajské vodní elektrárny Gabčíkovo, zatímco starý tok Dunaje tvoří státní hranici s Maďarskem. Velkou část území obce tvoří dunajské lužní lesy, které patří do chráněné krajinné oblasti Dunajské luhy. 

## Historie
První písemná zmínka o obci pochází z roku 1272.  V roce 1828 zde bylo 87 domů a 625 obyvatel, kteří se živili rybolovem, zemědělstvím a chovem zvířat. Na Dunaji byly také vodní mlýny. Do roku 1918 bylo území obce součástí Uherska. Na základě první vídeňské arbitráže bylo v letech 1938 až 1945 součástí Maďarska. V letech 1960 až 1987 byly Bodíky přičleněny k obci Horný Bar. V roce 2004 měla obec 288 obyvatel. Při sčítání liduv roce 2011 žilo v Bodíkách 288 obyvatel, z toho 240 Maďarů a 45 Slováků. Tři obyvatelé nepodali informace.